# Leopoldo Vallejos
Leopoldo Manuel Vallejos Bravo (16 de julho de 1944) é um ex-futebolista chileno. Ele competiu na Copa do Mundo FIFA de 1974, sediada na Alemanha.